# マツダ・流
マツダ・流（ながれ・NAGARE）は、マツダが製作したコンセプトカー。

## 概要
2006年ロサンゼルスオートショーにて発表された。後々に続くマツダのデザインスタディ、「NAGAREシリーズ」の第1弾である。マツダ北米デザインスタジオのデザインである。名前の通り流麗な流線型のボディ形状をしており、RX-8のようなボリュームのあるホイールアーチも特徴である。前席1人、後席3人の4人乗りで、レーシングカーのようなセンター配置の運転席となっている。ドアはルーフを中心にサイドパネルが跳ね上がるガルウイングドアである。ボディサイドの風紋のようなライン、各種灯火類だけでなく、室内のデザインにも流麗なデザインを反映させている。